# Malagrotta
Malagrotta è una tenuta situata nella riserva naturale statale Litorale Romano, situata in zona Z. XLV Castel di Guido, nel territorio del Municipio Roma XII (ex Municipio Roma XVI) di Roma Capitale. Rientra nella zona urbanistica 16F Pantano di Grano.

## Storia
Il toponimo della zona deriverebbe dal latino Mola Rupta ("mola rotta"), nome originato della mola presente sul vicino rio Galeria che si ruppe, tramandando così ai posteri l'attuale toponimo. La prima menzione di Mola Rupta risale al 955, in merito alla cessione di una parte della tenuta da parte di una certa Costanza nobildonna romana; nel 1242 in una bolla di papa Innocenzo IV è menzionato un castrum Molaruptae, dove erano presenti due chiese, Santa Maria e Sant'Apollinare; nel 1299 papa Bonifacio VIII confermò il casale come possesso dei monaci benedettini di San Gregorio al Celio in Roma. Nel XIX secolo Malagrotta faceva parte della tenuta di Castel di Guido, di proprietà dei principi Borghese, ed ospitava un casale, un granaio, una chiesa ed un fontanile.
Una leggenda popolare vuole che il toponimo tragga invece origine da una grotta nella quale abitava un minaccioso drago, contro il quale il Papa indisse una crociata a cui parteciparono i principali baroni romani: questa storia fiabesca è stata narrata dal poeta romanesco Augusto Sindici nel sonetto Malagrotta  dell'opera XIV leggende della campagna romana:
(Augusto Sindici, XIV leggende della Campagna Romana - Malagrotta, Roma 1902.)

## La discarica
La località è nota per la presenza della   ex discarica omonima, ormai da alcuni anni chiusa e in gestione "post mortem", che per molti anni ha accolto i rifiuti solidi urbani di Roma e di parte della sua provincia.
La discarica secondo alcuni era la più grande d'Europa: estesa su 240 ettari, accoglieva tra le 4 500 e le 5 000 tonnellate di rifiuti ogni giorno,  e produceva 330 tonnellate di fanghi e scarti di discarica ogni anno. A Malagrotta, che è di proprietà dell'imprenditore Manlio Cerroni di Pisoniano, arrivavano anche i rifiuti urbani prodotti nello Stato di Città del Vaticano e parte dei rifiuti speciali degli aeroporti di Ciampino e Fiumicino.